# Wtyk amerykański
Wtyk amerykański (Leptoglossus occidentalis) – gatunek pluskwiaka z rodziny wtykowatych. Pochodzi z terenów Ameryki Północnej na zachód od Gór Skalistych. Obecnie gatunek kosmopolityczny stwierdzony na wszystkich kontynentach oprócz Antarktydy.

## Opis
Średnia długość imago wynosi 15-20 mm. Samce nieznacznie mniejsze od samic. Ubarwienie głównie brązowoczerwone lub brązowożółte. Głowa wydłużona pomiędzy czułkami, brązowa lub czarna, z trzema jaśniejszymi, podłużnymi smugami. Dwie z nich są żółtawe i biegną po bokach głowy, natomiast trzecia, czerwona, ciągnie się po jej środku. Czułki długie i cienkie. Pierwszy człon łukowato wygięty do przodu, z wierzchu czarny, wyraźnie porośnięty małymi szczecinkami. Reszta czułków brązowa lub jasnobrązowa, choć czasem czwarty człon może być czarny. Przedplecze z przodu wąskie i jaśniejsze z delikatnym czarnym plamkowaniem, a z tyłu szerokie o ciemniejszym ubarwieniu i zaokrąglonych bokach. Tarczka trójkątna, ciemna o jasnym bokach, środku i szczycie. Pokrywy brązowożółte. Przy zakrywce najczęściej występuje charakterystyczny wzorek nieco przypominający skrzywioną literę ,,H''. Sama zakrywka ciemnobrązowa. Connexivum dwubarwne, czarne z białymi lub żółtawymi plamkami. Odwłok od strony wierzchniej żółtoczarny, od strony brzusznej żółtoczerwony. Uda na każdej parze odnóży brązowe; uda trzeciej pary zgrubiałe, zaopatrzone w rząd małych kolców po obu stronach. Golenie pierwszej i drugiej pary żółte, z brązowawymi obrączkami na szczycie i u nasady, oraz z ciemniejszą obrączką nieco powyżej środka. Golenie trzeciej pary płatowato zgrubiałe z białobrązowym wzorkiem. Stopy brązowe.

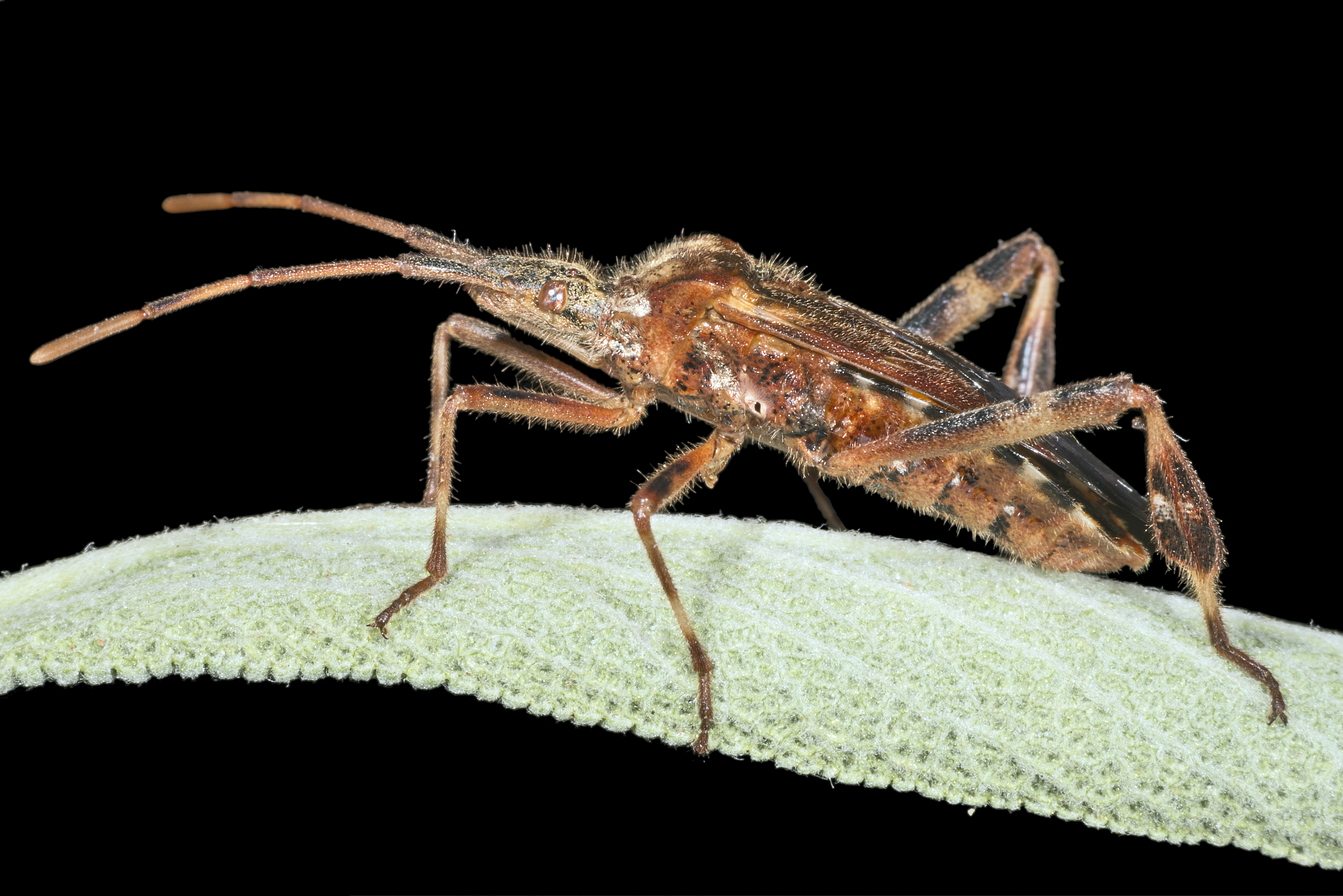
Widok z boku
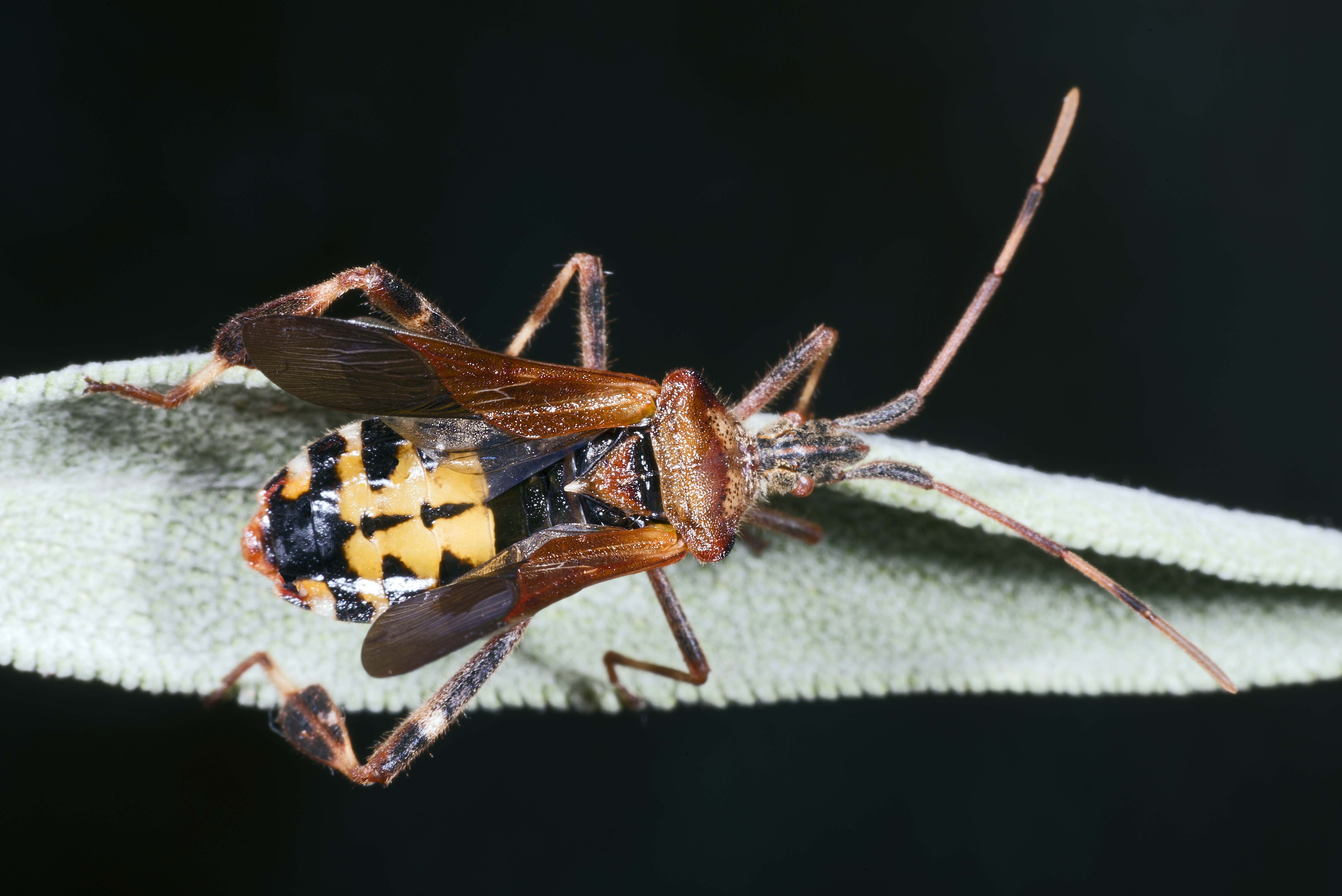
Widoczny żółtoczarny odwłok

Nimfa pomarańczowa lub jasnobrązowa.

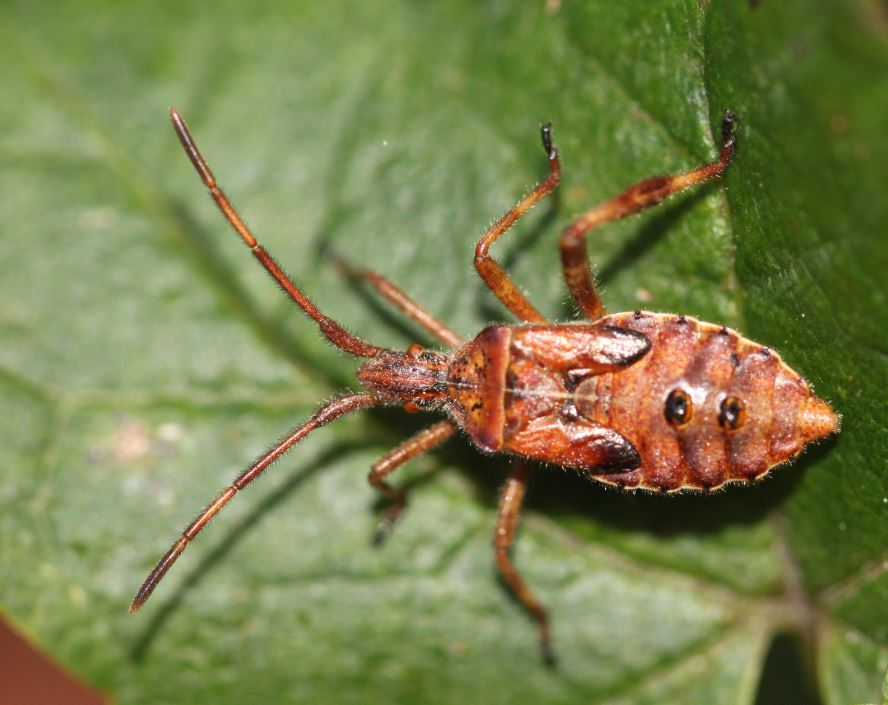
Nimfa
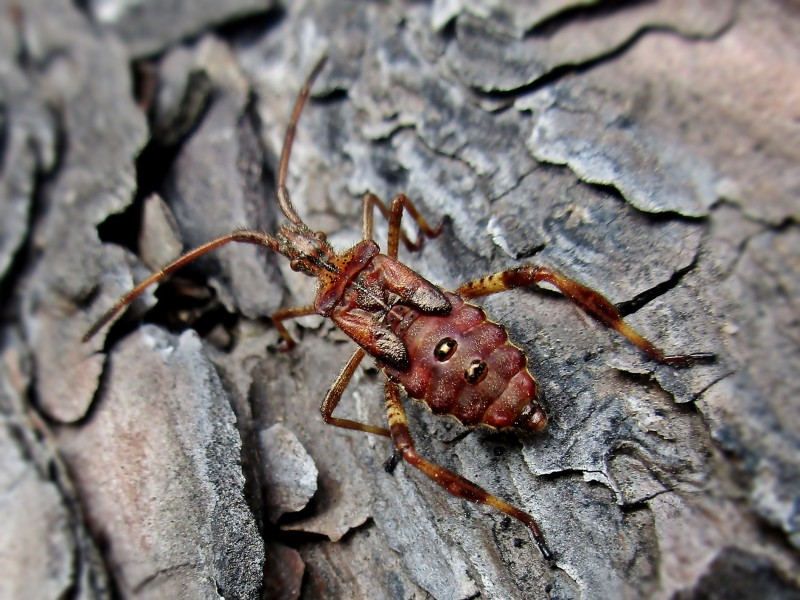
Nimfa przed przeobrażeniem

## Biologia i ekologia

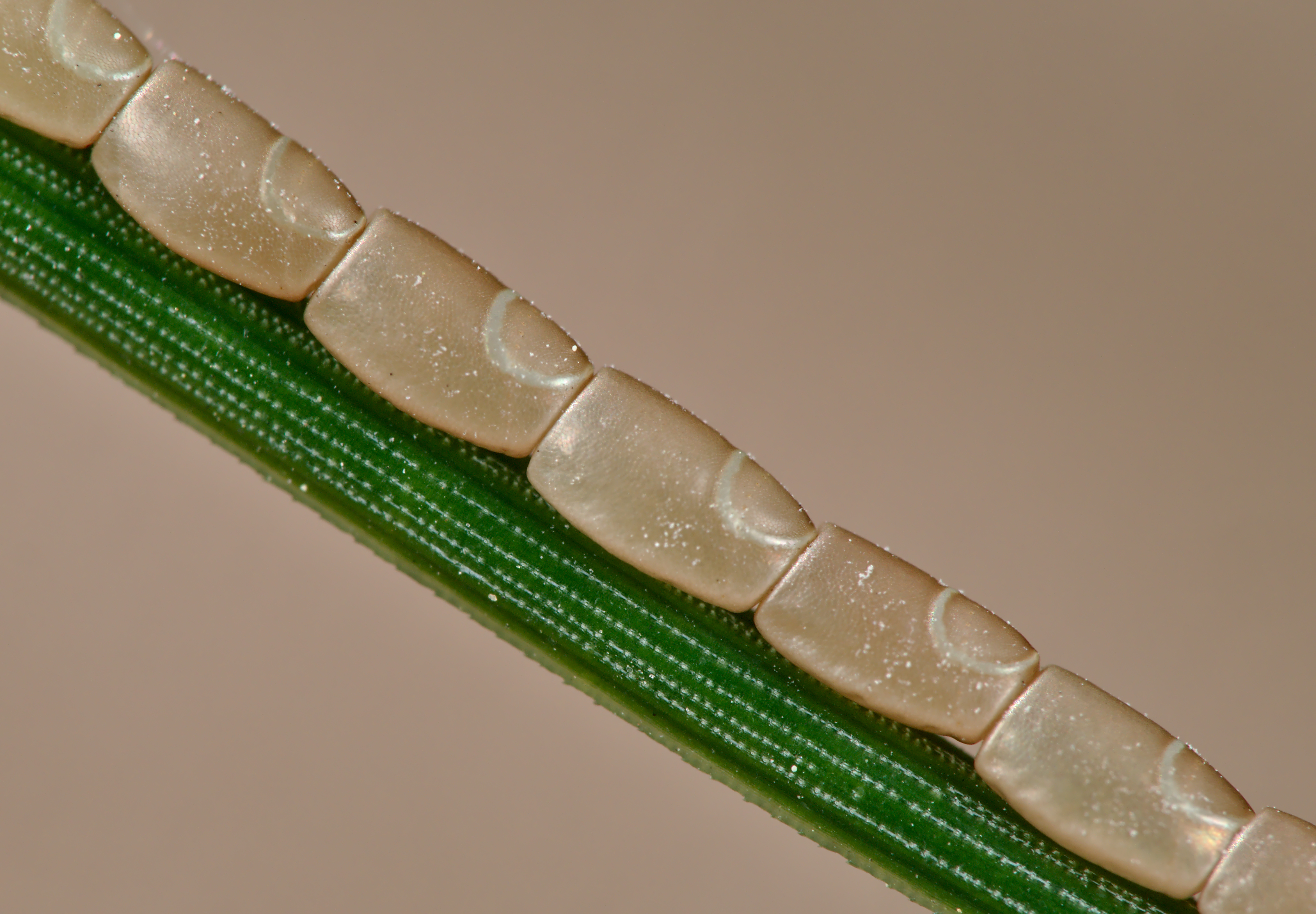
Jaja

Aktywny od wczesnej wiosny do późnej jesieni. Zarówno nimfy, jak i imagines żerują na drzewach iglastych, szczególnie na sosnach (Pinus), wysysając soki z ich szyszek. W Ameryce Północnej stwierdzony również na daglezji zielonej (Pseudotsuga menziesii) oraz świerku białym (Picea glauca), a na południu Europy wyjątkowo na owocach pistacji właściwej (Pistacia vera). Samica składa jaja wiosną, w małych grupkach na igłach lub liściach rośliny żywicielskiej. Potrafi złożyć do ok. 80 jaj. Występuje jedno pokolenie w sezonie, choć w Meksyku notuje się nawet trzy. Nimfy wykluwają się po 10-14 dniach. Do przeobrażenia dochodzi najczęściej w sierpniu. Jesienią dojrzałe owady zlatują do miast i innych siedlisk ludzkich, szukając tam ciepłych miejsc do przezimowania, na przykład w mieszkaniach. Poza tym, wtyki szukają schronienia przed zimnem także pod korą drzew oraz w gniazdach ptaków i gryzoni. Samce potrafią wydzielać ze swoich ciał feromony przyciągające inne osobniki do odnalezionej wcześniej kryjówki, w celu wspólnego zimowania.

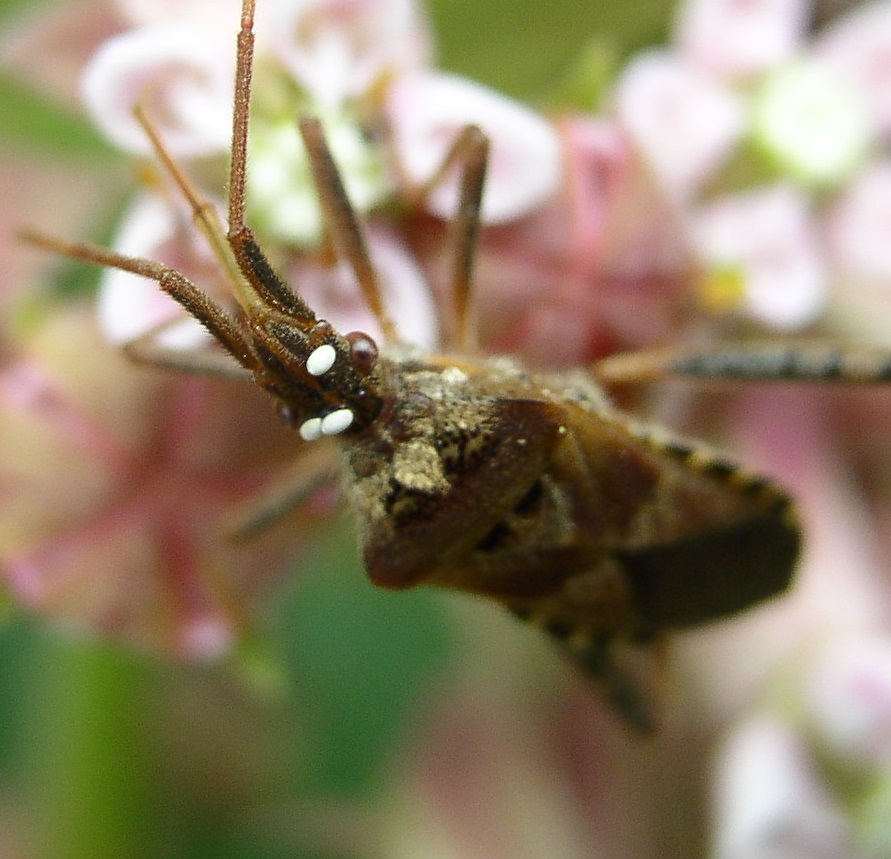
Białe jaja muchówki z podrodziny Phasiinae (najprawdopodobniej Trichopoda pennipes) na głowie wtyka amerykańskiego (Leptoglossus occidentalis)

Jak wiele innych pluskwiaków różnoskrzydłych, w chwili zagrożenia wydziela odstraszające feromony o charakterystycznym, brzydkim zapachu.
W Ameryce Północnej znanymi parazytoidami jaj są błonkówki z gatunków Gryon pennsylvanicum, Ooencyrtus johnsoni i Anastatus pearsalli. W Europie na jajach wtyków stwierdzono pasożytowanie larw Anastatus bifasciatus, Ooencyrtus pityocampae, Ooencyrtus telenomicida oraz Ooencyrtus obscurus. Ponadto, na nimfach i imagines składają jaja rączycowate z gatunku Trichopoda pennipes. Po wykluciu larwy muchówki wchodzą do środka organizmu żywiciela, gdzie zjadają go od środka aż do czasu przepoczwarzenia. Wtedy opuszczają ciało pluskwiaka, jednocześnie go przy tym uśmiercając.

## Występowanie
Pierwotnie, gatunek wykazywany był jedynie z zachodniej części Ameryki Północnej. Od lat 60. XX wieku zaczęto obserwować ekspansję pluskwiaka w kierunku wschodnim. Obecnie jest już rozpowszechniony w północnowschodniej części kontynentu, od stanu Maryland w USA, aż po prowincję Nowej Szkocji w Kanadzie. Obecny także w Gwatemali oraz Kostaryce. 
W Ameryce Południowej odnaleziony w Argentynie i Chile w 2017 roku, później notowany z Urugwaju i Paragwaju. W Brazylii od 2020 roku, zakres występowania na tę chwilę ogranicza się do południowowschodniej części kraju.  
Pierwsze doniesienia o wtyku amerykańskim w Europie pochodzą z północnych Włoch z 1999 roku. Spekuluje się, że zwierzę dotarło tam wraz z transportem choinek, sadzonek lub materiałów budowlanych. W kolejnych latach pluskwiak szybko rozprzestrzeniał się na całym kontynencie. Poniższa tabela przedstawia chronologię ekspansji L. occidentalis w Europie. 
| Rok  | Państwo                                                |
| ---- | ------------------------------------------------------ |
| 1999 | Włochy                                                 |
| 2002 | Szwajcaria                                             |
| 2003 | Hiszpania Słowenia                                     |
| 2004 | Chorwacja Węgry                                        |
| 2005 | Austria                                                |
| 2006 | Francja Niemcy Serbia                                  |
| 2007 | Belgia Czechy Holandia Polska Słowacja Wielka Brytania |
| 2008 | Bułgaria Czarnogóra Grecja                             |
| 2009 | Dania Luksemburg Norwegia Rumunia Turcja               |
| 2010 | Mołdawia Portugalia Ukraina                            |
| 2011 | Rosja                                                  |
| 2012 | Szwecja                                                |
| 2014 | Bośnia i Hercegowina                                   |
| 2015 | Macedonia Północna                                     |
| 2017 | Kosowo                                                 |
| 2018 | Albania Finlandia                                      |
| 2019 | Litwa                                                  |
| 2020 | Andora Białoruś Estonia Irlandia Łotwa                 |

W Polsce po raz pierwszy stwierdzony we Wrocławiu oraz Miechowie. Obecnie rozpowszechniony na terenie całego kraju. Stwierdzony we wszystkich 16 województwach. 
W Afryce obecny od 2013 roku, kiedy to odnaleziony został na północy Tunezji. Kolejne informacje pochodzą z północy Maroka oraz Algierii. Pierwsze stwierdzenie z Afryki Subsaharyjskiej pochodzi z RPA z 2020 roku. Od tamtej pory regularnie obserwowany tam jedynie w Prowincji Przylądkowej Zachodniej.
W Azji Wschodniej zawleczony do Japonii, Korei Południowej oraz Chin. Pojedyncze obserwacje także z Tajwanu. W Azji Zachodniej wykazany z Gruzji, Armenii, azjatyckiej części Turcji, Cypru, Libanu, Syrii i Palestyny. Stwierdzony również z Kazachstanu i Uzbekistanu.
Obecność wtyka amerykańskiego w Australii nie została jeszcze oficjalnie potwierdzona. Mimo to, na serwisie iNaturalist zamieszczona została obserwacja jednego martwego osobnika odnalezionego w okolicach Sydney na początku 2024 roku. Owad przybył tam wraz z transportem drewna ze Stanów Zjednoczonych. 

## Wtyk amerykański a działalność człowieka
Za globalne rozprzestrzenienie się wtyka amerykańskiego w dużej mierze odpowiada transport drewna z drzew iglastych oraz ich sadzonek. 
Uznawany za szkodnika hodowli iglaków. Wysysając soki z szyszek powoduje ich obumieranie, co wiąże się z pogorszeniem jakości upraw ważnych komercyjnie gatunków drzew takich jak sosny, jodły, świerki czy daglezje.
Niegroźne dla ludzi. Kłujka nie jest używana w celach obronnych, a jedynie do pobierania pokarmu roślinnego.